# Litauische Frauen-Feldhandballnationalmannschaft
Die litauische Frauen-Feldhandballnationalmannschaft vertrat die Litauische SSR bei Länderspielen. Die Litauische SSR wurde nicht von der Internationale Handballföderation anerkannt. Die einzigen bekannten Spiele sind gegen die polnische Frauen-Feldhandballnationalmannschaft.
Die litauischen Spielerinnen waren ebenso Teil der sowjetischen Frauen-Feldhandballnationalmannschaft.

## Bekannte Spiele
| Datum         | Ergebnis  | Gegner |   | Austragungsort | Anlass     | Zuschauer | Bemerkungen |
| ------------- | --------- | ------ | - | -------------- | ---------- | --------- | ----------- |
| 8. Juni 1958  | 4:3 (3:3) | Polen  | H | Kaunas         | UdSSR-Tour | 10 000    | [ 1 ] [ 2 ] |
| 10. Juni 1958 | 4:3 (2:1) | Polen  | H | Vilnius        | UdSSR-Tour |           | [ 1 ] [ 3 ] |